# Villecien
Villecien es una localidad y comuna francesa situada en la región de Borgoña, departamento de Yonne, en el distrito de Auxerre y cantón de Joigny.

## Demografía
| 476 | 553 | 527 | 526 | 520 | 549 | 490 | 525 | 438 | 443 | 471 | 449 | 435 | 403 | 411 | 382 | 359 | 325 | 307 | 291 | 252 | 256 | 238 | 243 | 221 | 231 | 242 | 230 | 199 | 234 | 243 | 337 | 410 |
| Para los censos de 1962 a 1999 la población legal corresponde a la población sin duplicidades (Fuente: INSEE [Consultar]) |     |     |     |     |     |     |     |     |     |     |     |     |     |     |     |     |     |     |     |     |     |     |     |     |     |     |     |     |     |     |     |     |